# Aportes
Aportes es una publicación cuatrimestral dedicada al estudio de la España contemporánea, desde el reinado de Carlos IV hasta nuestros días. La revista científica, fundada en marzo de 1986, está indexada en Dialnet, Latindex, ERIH PLUS, RESH, CIRC, IN-RECS y DICE. Desde 2012 es una publicación de acceso abierto OJS. Directores: Francisco Asín 1986-1993, Alfonso Bullón de Mendoza desde 1994.